# Enhanced Variable Rate Codec
EVRC (Enhanced Variable Rate Codec) es un códec de voz usado en redes CDMA. Fue desarrollado en 1995 para reemplazar el codificador de voz QCELP que usó más ancho de banda en la red de las empresas de telecomunicaciones, por lo tanto, el objetivo principal de EVRC fue ofrecer más capacidad a las compañías de telefonía celular en sus redes sin incrementar la cantidad del ancho de banda o espectro inalámbrico necesitado. EVRC usa tecnología de RCELP, que Qualcomm afirma mejora la calidad de voz con tasa de bits menores.
EVRC comprime cada 20 milisegundos de 8000 Hz, 16-bit de entrada incluidos en la muestra de la voz en marcos de salida de uno de tres tamaños diferentes: tasa completa - 171 bits (8,55 kbit/s), 1/2 tasa de - 80 bits (4,0 kbit/s), 1/8 de tasa - 16 bits (0,8 kbit/s). 1/4 de tasa no fue incluida en la especificación original de EVRC y eventualmente se convirtió en parte de EVRC-B.
Un marco de longitud cero está incluido en las especificaciones de los marcos "nulo" y supresión. La tasa 1/8 no está diseñada para señales de voz, pero sí para el ruido de fondo. Debido a la naturaleza controlada de la fuente del codec, la tasa de bits promedio varía en función de condiciones de la red, pero suele ser alrededor de 6 kbit/s. 
EVRC fue sustituido por SMV que conserva la calidad del sonido y al mismo tiempo mejora la capacidad de red.
Sin embargo, recientemente, SMV en sí ha sido sustituido por el nuevo códec de CDMA2000, 4GV. 4GV es la siguiente generación del codec EVRC-B basado en estándares 3GPP2. 4GV está diseñado para permitir que los proveedores de servicios den prioridad de forma dinámica a la capacidad de voz en su red cuando sea necesario.

EVRC puede también ser usado en el formato de archivo del contenedor de 3GPP2 - 3G2.
- Datos: Q3046267